# Sauveterre (Tarn-et-Garonne)
Sauveterre település Franciaországban, Tarn-et-Garonne megyében. Lakosainak száma 152 fő (2022. január 1.). Sauveterre Cazes-Mondenard, Tréjouls, Vazerac, Lendou-en-Quercy és Castelnau-Montratier községekkel határos.

## Népesség
A település népessége az elmúlt években az alábbi módon változott:
| Lakosok száma | 171  | 175  | 178  | 170  | 165  | 160  | 157  | 154  | 152  |
|               | 2013 | 2015 | 2016 | 2017 | 2018 | 2019 | 2020 | 2021 | 2022 |